# Эвенкийская кухня
Эвенкийская кухня — блюда коренного восточно-сибирского народа эвенков, имеющих общие черты с маньчжурской, якутской и монгольской кухнями. Определённое влияние оказала русская кухня.

## Особенности
Традиционно (вплоть до начала XX века), эвенки добывали на охоте не более того, что нужно для питания на небольшой отрезок времени. Поэтому они не производили больших запасов продуктов, употребляя обычно свежие блюда.
Но суровый климат всё же заставлял запасаться необходимым количеством мяса и рыбы в сушеном и вяленом виде. Этот запас употреблялся во второй половине зимы, когда тяжело становилось добывать дичь. Поэтому употреблении пищи было сезонное: весной больше диких оленей (изюбров), лосей, растений, мало дичи, летом — рыбы и дичи (барсуков, белок, кабанов, выдр, нерпа), ягод, грибов, с начала осени — больше дичи, особенно медвежатины и птиц, зимой — сушеные рыба и мясо. Предпочтение отдавали дичи, а оленятину употребляли в голодные периоды.
Эвенки жарили, сушили, варили и коптили, а свежее мясо (улле) употребляли в пищу сырым. Продукты перед приготовлением обрабатывали на специальном столе — чагидадун.
С 1930-х годов в рацион постепенно стали добавляться консервы, бобовые, больше муки, специй, круп, с 1960-х годов — растительное масло, майонез, кондитерские изделия, шоколад, конфеты. В 1990-х годах количество закупаемых продовольственных товаров уменьшилось, распространение получил картофель.

## Продукты
Эвенки были оленеводами, поэтому оленина составляла большую часть их рациона. Они отлично разбирались в преимуществах отдельных частей туши. Грудинка (тинген), ребро (эптеле) и задняя часть позвоночника (кунтуки) считались лучшим лакомством. Употребляют в пищу субпродукты: кровь, желудок (гуди), сердце (меван), почки (бохокто), легкие (эвче), язык (инные), печень (акин). Как правило, при приготовлении эвенки используют кровь молодого оленя, предварительно высушив её.
Большую популярность имеет сало (имуксе), которое готовят разными способами и употребляют в течение года. В состав традиционных блюд всегда входит жир, для получения которого иногда жарят кости в котлах. Жир употребляется с сушёным и истолченным мясом. Сушёное мясо с костями известно как типтун.
Кроме того, применяется много дичи и рыбы (олло). Особенно в большом количестве издавна вылавливали и обрабатывали лососёвых (кету, горбушу, форель), карповых, тайменов, окуней, щук и минов.
Оленье молоко (укумни) имеет широкое применение, которое добавляют при приготовлении различных блюд, а также из него готовят масло (имуре), сливки (чучугуй) и домашний творог (коняк). Интересен процесс изготовления традиционного эвенкийского масла — молоко наливали в специальную посуду. После этого его прикрепляли к оленю и по мере движения оленя масло сбивалось самое.
Хлеб (килееп) заимствован от европейских колонистов, который сейчас является важной составляющей кухни эвенков. Обычно хлебные изделия представлены белым хлебом или пресными лепешками (леепеесками).
Из растений используются те, что собираются в лесу или степи — разные местные ягоды, орехи и грибы, а также дикие лук и чеснок как специи.
Интересно то, что эвенки долгое время применяли сахар и соль в незначительном количестве, поскольку их приходилось закупать у русских или китайцев. Потому на замену сахара и соли эвенки искали породные заменители. Лишь с 50-х годов начинается постепенно более широкое их использование.

## Блюда

### Супы
Эвенки любят разные супы и бульоны, традиции которых были частично заимствованы у монголов, русских и украинцев. Этому также способствовал климат, в который хорошо было употреблять горячую и наваристую пищу.
Распространены традиционные супы: хунгел из сушеного мяса и крови,а также тихемин из рыбы, к которому впоследствии стали добавлять икру. Летом популярен суп из больших кусков мяса с добавлением муки и растёртых ягод.
Из оленьего молока и муки готовится традиционная уха (селей). Также используют наваристый бульон из оленьих ног. У украинских колонистов эвенки позаимствовали блюдо щерба, но вместо рыбы туда кладут сушёное мясо.
Популярные супы из крови. Особенно популярен нимин из оленятины, оленьего молока, крови и голубики.

### Мясо
Оленину жарят, готовят жаркое, сушат, вялят. Среди жареных блюд распространена чукин, которую готовят несколькими способами. Сердце, почки и легкие тоже жарят. Часто готовили мелко нарубленное мясо дикого зверя, смешанное с субпродуктами, сваренное или обжаренное в жире.
Любимым блюдом есть умак, который готовится из рубца. Кроме того, долгое время было популярно употребление свежины оленя, мясо которого обмакивали в свежую кровь. Применяется талака (строганина) из оленятины и рыбы, деликатесом считается талака из печени миня и рыбная талака — из ленка, хариуса, тайменя и щуки. Также популярно блюдо из жира оленя и оленье керчиме, что частично напоминает студень.
Важной частью обихода эвенков является блюдо севен, которое готовилось часто на свадьбах. Основной составляющей является варёная медвежатина.
Субпродукты, прежде всего желудок, печень и язык в варёном виде представляют отдельные блюда. Варёная печень называется хакином.
Возможно, от маньчжуров был заимствован шашлык, который готовится со спины оленя, который употребляют с приготовленным костным мозгам (уман). У эвенков известен также рыбий шашлык силан.
Из рыбы производится блюдо дуктеми, когда филе рыбы нанизывается на палочки и сушится над огнем. Это праздничное блюдо эвенков. Над раскалёнными углями готовится другое рыбное блюдо силавун. Копчёная рыба гапчанами является частью старинной эвенкийской кухни. Популярна как у других соседей юкола, употребляемое вместе с чаем.
Вкусными и полезными являются рыбные блюда султа и порса, которые в пищу часто брали с собой воины и охотники. Популярна вяленая икра кололи, употребляющая обычно зимой. Национальным блюдом является котлеты из ровное и мелко нарубленной рыбы. Из тушёной или вяленой рыбы готовят муку (пурча или чаптилама), которую смешивают с салом или жиром, образуя своеобразный паштет. От россиян и украинцев были заимствованы соления рыбы.
Эвенки варили, жарили, запекали гусиные и утиные яйца. Диких птиц также жарили, варили или вялили.

### Десерты
Из смеси ягод и молока готовятся монты и менин, а из сметаны и ягод — куорчех, которые всегда считались лучшим блюдом в летнее время года. 
Необычен другой десерт эвенков — канига, для приготовления которого используют содержание варёного желудка оленя в сочетании с ягодами и кровью оленя.

## Напитки
Долгое время употребляли в пищу только берёзовый сок, поскольку традиционный чай был довольно дорогим. Вместе с тем употребляли и растительный чай (аникта) из листьев брусники или смородины, корня шиповника, гриба чаги. Молоко домашнего оленя или масло с мукой и солью добавляют в чай, благодаря этому получается сатуран.

## Традиции приёма пищи
До середины XX века сохранялись обычаи эвенков, по которым сначала пищу употребляли мужчины, а затем женщины. Это традиционно также для соседних народов.